# Laveissière
Laveissière – miejscowość i gmina we Francji, w regionie Owernia-Rodan-Alpy, w departamencie Cantal.
Według danych na rok 1990 gminę zamieszkiwało 611 osób, a gęstość zaludnienia wynosiła 17 osób/km² (wśród 1310 gmin Owernii Laveissière plasuje się na 346. miejscu pod względem liczby ludności, natomiast pod względem powierzchni na miejscu 127.).